# عقد كلبس المقطع
عقد كلبس المقطع (الاسم العلمي:Klebsormidium dissectum) هو نوع من الطحالب الخضراء يتبع جنس عقد كلبس من فصيلة العقدية الكلبسية.